# Hotel California (album Tygi)
Hotel California – trzeci studyjny album amerykańskiego rapera Tygi, którego premiera odbyła się 9 kwietnia 2013 roku. Wydawnictwo ukazało się nakładem wytwórni Young Money, Cash Money oraz Republic. Nagrania wyprodukowali m.in. DJ Mustard, Jess Jackson, Cool & Dre. Natomiast wśród gości pojawili się m.in. Game, 2 Chainz, Jadakiss, Chris Brown, Rick Ross, Lil Wayne czy Wiz Khalifa.
Album zadebiutował na 7. miejscu amerykańskiej listy przebojów Billboard 200 ze sprzedażą 54 000 egzemplarzy w pierwszym tygodniu.

## Lista utworów
| Nr  | Tytuł utworu                                              | Producent                      | Długość |
| --- | --------------------------------------------------------- | ------------------------------ | ------- |
| 1.  | „500 Degrees” (gości. Lil Wayne)                          | Ryan Hunt                      | 3:45    |
| 2.  | „Dope” (gości. Rick Ross)                                 | FKi, Jess Jackson              | 3:43    |
| 3.  | „Get Loose”                                               | Ron Sizzle                     | 2:47    |
| 4.  | „Diss Song”                                               | SAP, Cool & Dre, Jess Jackson  | 4:50    |
| 5.  | „Hit 'Em Up” (gości. Jadakiss)                            | DJ Mustard                     | 3:57    |
| 6.  | „Molly” (gości. Cedric Gervais, Wiz Khalifa & Mally Mall) | Dez Dynamic                    | 3:38    |
| 7.  | „For the Road” (gości. Chris Brown)                       | Lil' C, Mars                   | 4:03    |
| 8.  | „Show You” (gości. Future)                                | Detail                         | 4:29    |
| 9.  | „It Neva Rains” (gości. Game)                             | Cool & Dre                     | 4:07    |
| 10. | „M.O.E.” (gości. Wiz Khalifa)                             | FKi                            | 3:48    |
| 11. | „Hijack” (gości. 2 Chainz)                                | Dupri                          | 3:05    |
| 12. | „Get Rich”                                                | Dupri                          | 2:59    |
| 13. | „Enemies”                                                 | SAP                            | 3:50    |
| 14. | „Drive Fast, Live Young”                                  | David D.A. Doman, Jess Jackson | 5:35    |
| 15. | „Palm Trees”                                              | The Olympicks                  | 2:52    |
|     |                                                           |                                | 57:28   |

| Edycja deluxe (bonus track) | Edycja deluxe (bonus track)  | Edycja deluxe (bonus track) | Edycja deluxe (bonus track) |
| Nr                          | Tytuł utworu                 | Producent                   | Długość                     |
| --------------------------- | ---------------------------- | --------------------------- | --------------------------- |
| 1.                          | „Dad's Letter”               | Jess Jackson                | 4:15                        |
| 2.                          | „Don't Hate Tha Playa”       | David "D.A." Doman          | 3:38                        |
| 3.                          | „Switch Lanes” (gości. Game) | Laze & Royal, NICE          | 3:40                        |